# 310 v. Chr.
Portal Geschichte | Portal Biografien | Aktuelle Ereignisse | Jahreskalender | Tagesartikel

◄ |
5. Jahrhundert v. Chr. |
4. Jahrhundert v. Chr. |
3. Jahrhundert v. Chr. |
►

◄ | 330er v. Chr. | 320er v. Chr. | 310er v. Chr. | 300er v. Chr. |
290er v. Chr. |
►

◄◄ | ◄ | 313 v. Chr. | 312 v. Chr. | 311 v. Chr. | 310 v. Chr. |
309 v. Chr. |
308 v. Chr. |
307 v. Chr. |
► |
►►

## Ereignisse

### Politik und Weltgeschehen

#### Westliches Mittelmeer
- Juni: In der Schlacht am Himeras besiegt der karthagische Feldherr Hamilkar Agathokles, den Tyrannen von Syrakus.
- August: Agathokles unternimmt daraufhin eine Flottenexpedition, um die Karthager in ihrer afrikanischen Heimat zu schlagen. Er landet am 20. August bei Latomiae und verwüstet weite Landstriche um Karthago.
- Die Etrusker, die im Vorjahr als Verbündete der Samniten im Zweiten Samnitenkrieg eingegriffen hatten, werden von den Römern unter Fabius Maximus Rullianus in der Schlacht am Vadimonischen See geschlagen. Die etruskischen Städte Perusia (Perugia), Cortona und Arretium (Arezzo) bitten daraufhin um Frieden.
- Erste Erwähnung der Stadt Perugia.
- Im Gebiet der Samniten erobern die Römer Allifae.
- Römische Soldaten landen bei Pompeji, von wo sie ins Gebiet der Samniten eindringen; dort kommt es zu einer unentschiedenen Schlacht.

#### Reich Alexanders des Großen

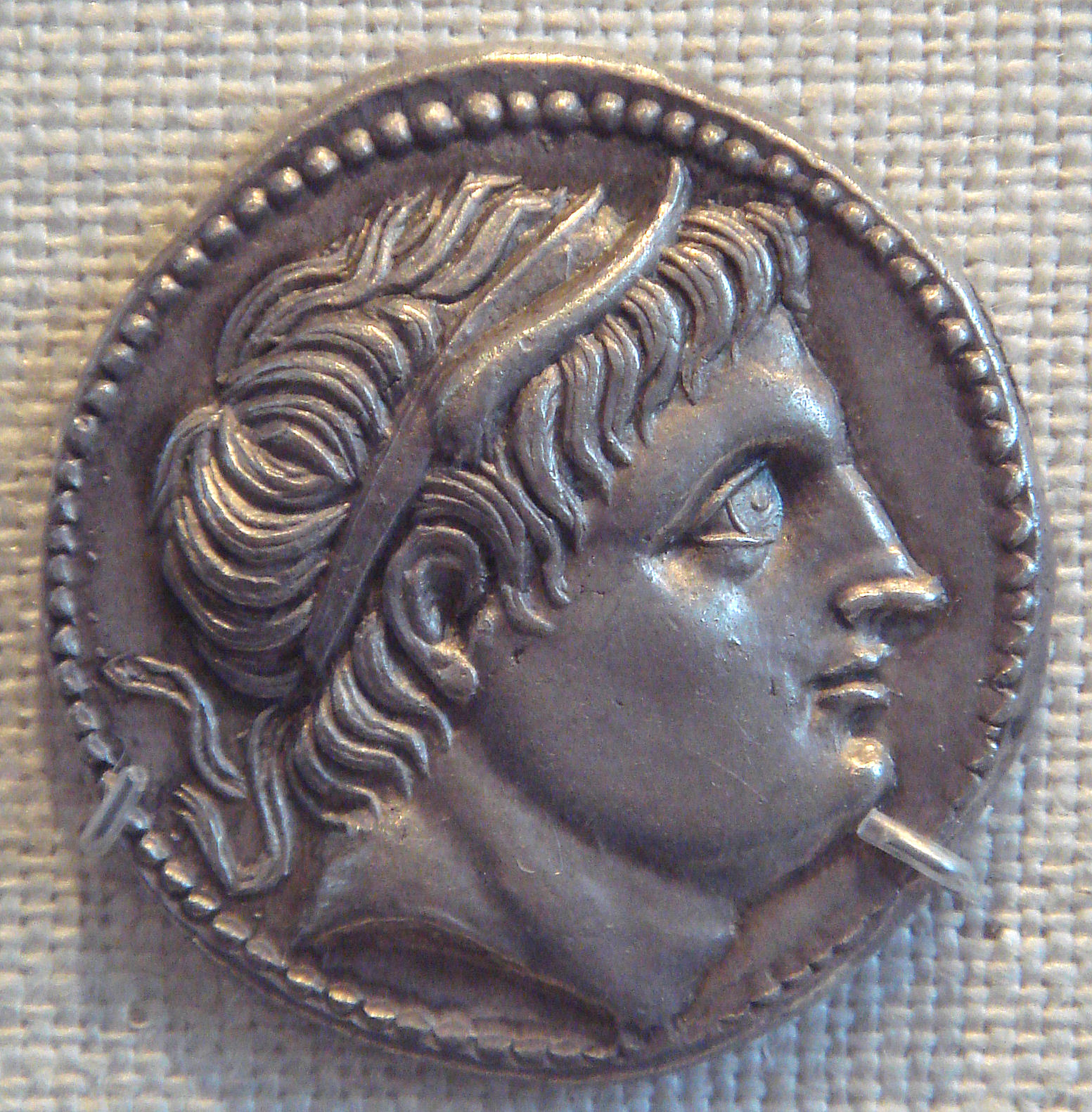
Münze des Demetrios Poliorketes, New York, Metropolitan Museum of Art

- Während sich Seleukos I. im Osten seines Reiches aufhält, unternimmt Demetrios einen Plünderungszug nach Babylon.
- 310/309 v. Chr.: Nachdem Alexander IV. Aigos, Sohn Alexanders des Großen, zum Erben des Reiches erklärt wurde, sieht Kassander seine Machtstellung gefährdet und lässt den Jungen sowie seine Mutter Roxane töten.
- um 310 v. Chr.: Antigonos I. Monophthalmos gründet Antigoneia, das spätere Nikäa, am Marmarameer.

### Wissenschaft, Natur und Umwelt
- 15. August: Totale Sonnenfinsternis auf Sizilien und in Griechenland

## Geboren

Aristarchos von Samos

- um 310 v. Chr.: Aratos von Soloi, griechischer Autor († 245 v. Chr.)

- um 310 v. Chr.: Aristarchos von Samos, griechischer Astronom und Mathematiker († um 230 v. Chr.)
- um 310 v. Chr.: Poseidippos, hellenistischer Epigrammatiker († 240 v. Chr.)

## Gestorben
- Alexander IV. Aigos, König von Makedonien, ermordet (* 323 v. Chr.)
- Hui Shi, chinesischer Philosoph aus dem Staat Song (* 370 v. Chr.)
- Nikanor, makedonischer Feldherr
- Roxane, Frau Alexanders des Großen, ermordet (* um 345 v. Chr.)
- um 310 v. Chr.: Pytheas, griechischer Entdecker (* um 380 v. Chr.)